# Chorisoneura lata
Chorisoneura lata es una especie de cucaracha del género Chorisoneura, familia Ectobiidae. Fue descrita científicamente por Rehn en 1916.
Habita en Surinam, Guayana Francesa y Brasil.